# 팔레트 (컴퓨팅)
팔레트(palette)는 컴퓨터 그래픽스에서 디지털 이미지 관리를 위해 존재하는 색의 유한 집합이다. 컴퓨팅 이외에 쓰는 색상표는 컬러차트라고 한다.

## 컬러 팔레트
컴퓨팅에서 컬러 팔레트(color palette)는 다음과 같은 의미로 쓰인다:
- 발생/관리가 가능한 총 색들의 수
  - 풀 팔레트(full palette): 이를테면 하이컬러 디스플레이는 16비트 RGB 팔레트를 소유한다고 할 수 있다.
- 동시에 표시 가능하면서도, 제한되어 선별된 색들
  - 완전한 화면:
    - 고정 팔레트(fixed palette) 선별
    - 선정/선택된 색
    - 기본 팔레트(default palette)/시스템 팔레트(system palette)
- 개별 그림:
  - 색상표(color table) 또는 컬러 맵(color map)
  - 이미지 팔레트(image palette) 또는 이미지 색(image color)
- 동시 색을 보유하는데 사용되는 기반 하드웨어
  - 하드웨어 팔레트 또는 CLUT(Color Look-Up Table)

## GUI 팔레트
그래픽 사용자 인터페이스(GUI) 시스템은 다음을 포함한 화면 팔레트를 사용한다:
- 선택 가능한 제한된 집합의 사용자 및 시스템 색의 정렬.
- 팔레트 윈도로 불리는, 단추, 아이콘 및 기타 GUI 컨트롤이 포함된 응용 프로그램의 도구 팔레트, 직사각형 영역.

## 참조
- Julio Sanchez and Maria P. Canton (2003). The PC Graphics Handbook. CRC Press. ISBN 0-8493-1678-2.
- Color palettes at Microsoft Developer Network (MSDN)
- The RGBQUAD color table entry in BITMAPINFO structure at Microsoft Developer Network (MSDN)

## 같이 보기
- 색 깊이